# Argumentation et analyse du discours
Argumentation et analyse du discours est une revue scientifique électronique émanant du groupe de recherche Analyse du discours, argumentation, rhétorique (ADARR) des départements de français de l’Université de Tel-Aviv et de l'Université Bar-Ilan.
La revue se veut un lieu d'échange pour les chercheurs qui tentent aujourd'hui de réfléchir aux rapports qui s'établissent entre l'analyse du discours, l'argumentation et la rhétorique dans l'espace global des sciences du langage. 
Argumentation et analyse du discours est une revue disponible en accès libre sur le portail OpenEdition Journals.